# Dziesięć minut później – Trąbka
Dziesięć minut później – trąbka – film nowelowy z 2002 roku.
Film składa się z siedmiu filmów krótkometrażowych trwających po 10 minut. Każdy film nakręcił inny reżyser próbujący zinterpretować pojęcie czasu. W przerwach pomiędzy poszczególnymi filmami rozlega się dźwięk trąbki.
Filmy składające się na Dziesięć minut później – trąbka
- 12 mil do Trony Wim Wenders
- Ograbiono nas Spike Lee
- 10 tysięcy lat starsi Werner Herzog
- Wnętrze. Przyczepa. Noc. Jim Jarmusch
- Psy nie mają piekła Aki Kaurismäki
- Linia życia Víctor Erice
- Dom głęboko ukryty Chen Kaige